# Lexmark
 (octobre 2013).

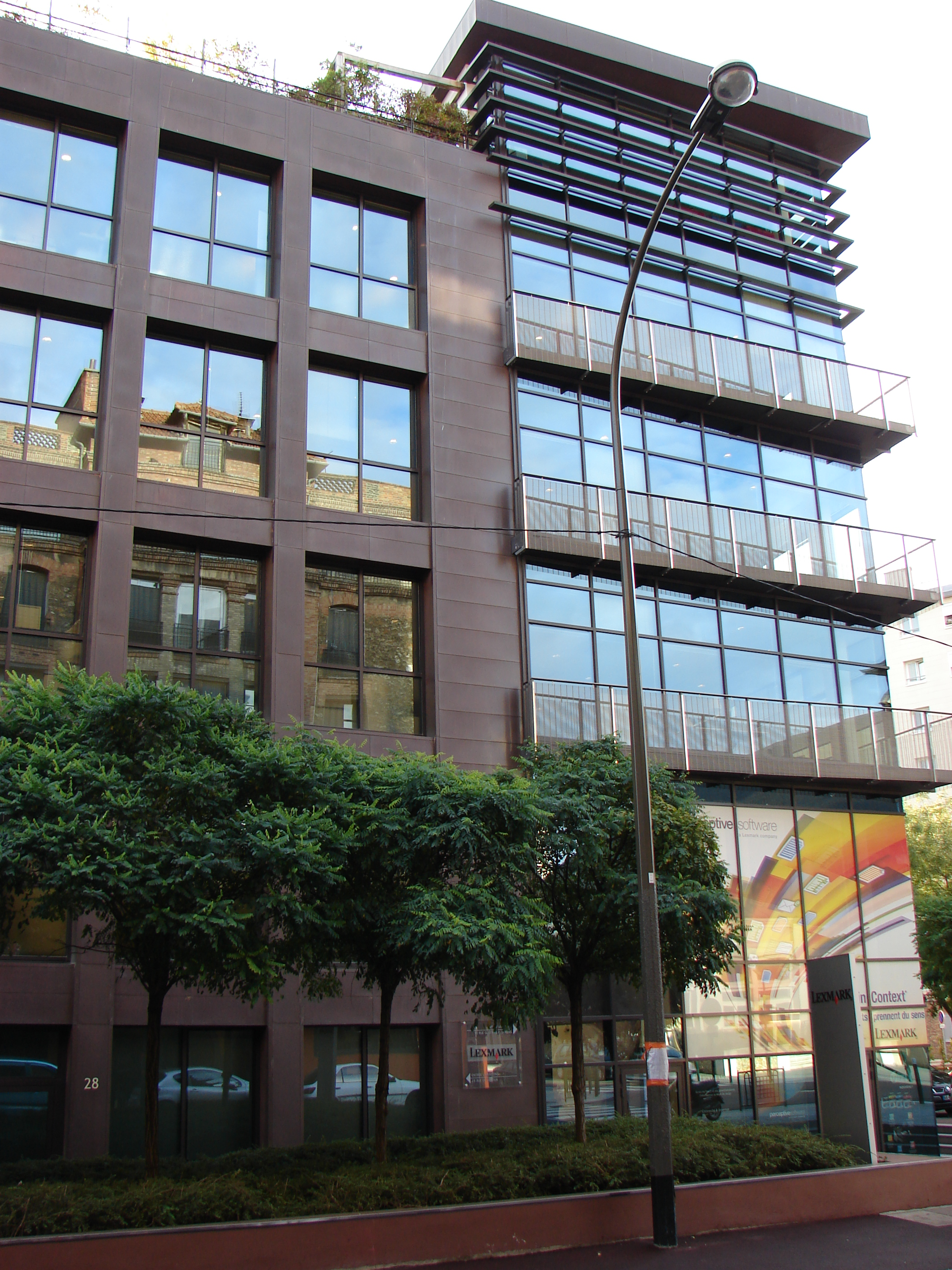
Siège social de Lexmark France à Suresnes

Lexmark est une entreprise américaine, créée en 1991, lorsqu’IBM s’est séparé de sa division impression. Lexmark est basé à Lexington dans le Kentucky aux États-Unis et est cotée au NYSE. Son chiffre d'affaires a été estimé à 5,30 milliards de dollars en 2004. Numéro 4 mondial de son secteur en 2005 (source IDC), elle est actuellement dirigée par Paul Curlander.

## Histoire
Elle a été créée en 1991, par la scission de la division imprimantes Bureautique et personnelles de IBM. 
En mai 2010, Lexmark acquiert Perceptive Software, une entreprise de logiciel.
En 2013, plusieurs centaines de brevets et les activités dans l'impression à jet d'encre de Lexmark sont rachetés par le japonais Funai pour environ 100 millions de dollars.
En mars 2015, Lexmark acquiert Kofax, une entreprise américaine de gestion de données pour la finance ou le domaine médical, pour environ 1 milliard de dollars.
En avril 2016, Lexmark est acquis par un consortium de fonds d'investissement chinois comprenant les fonds Apex Technology et PAG Asia Capital, pour 3,6 milliards de dollars.

## Activité
Lexmark a su se développer au fil des années dans 3 domaines :

Ancien logo Lexmark

- Ancien logo LexmarkD’abord en tant que  fabricant d’imprimantes et d’équipements multifonction.

- Ensuite en tant que fournisseurs de services d’infogérance d’impression  (le MPS – Managed Print Services). Lexmark est reconnu par des cabinets d’analystes internationaux  comme Gartner, IDC, Forrester ou Quorcica comme un leader dans ce type de services[réf. nécessaire].

- Enfin dans le domaine du logiciel où Lexmark se positionne dans le top 500 des sociétés de logiciel. Lexmark est plus particulièrement axée dans la gestion de contenus (ECM) et la gestion de processus (BPM) à travers sa division Perceptive Software.